# Velîki Mostî
Velîki Mostî (în ucraineană Великі Мости, în poloneză Mosty Wielkie) este un oraș raional din raionul Sokal, regiunea Liov, Ucraina. În afara localității principale, mai cuprinde și satele Borove și Kulîcikiv.

## Demografie
Componența lingvistică a orașului Velîki Mostî
     Ucraineană (98,73%)
     Alte limbi (1,15%)
Conform recensământului din 2001, majoritatea populației orașului Velîki Mostî era vorbitoare de ucraineană (98,73%), existând în minoritate și vorbitori de alte limbi.

## Galerie de imagini

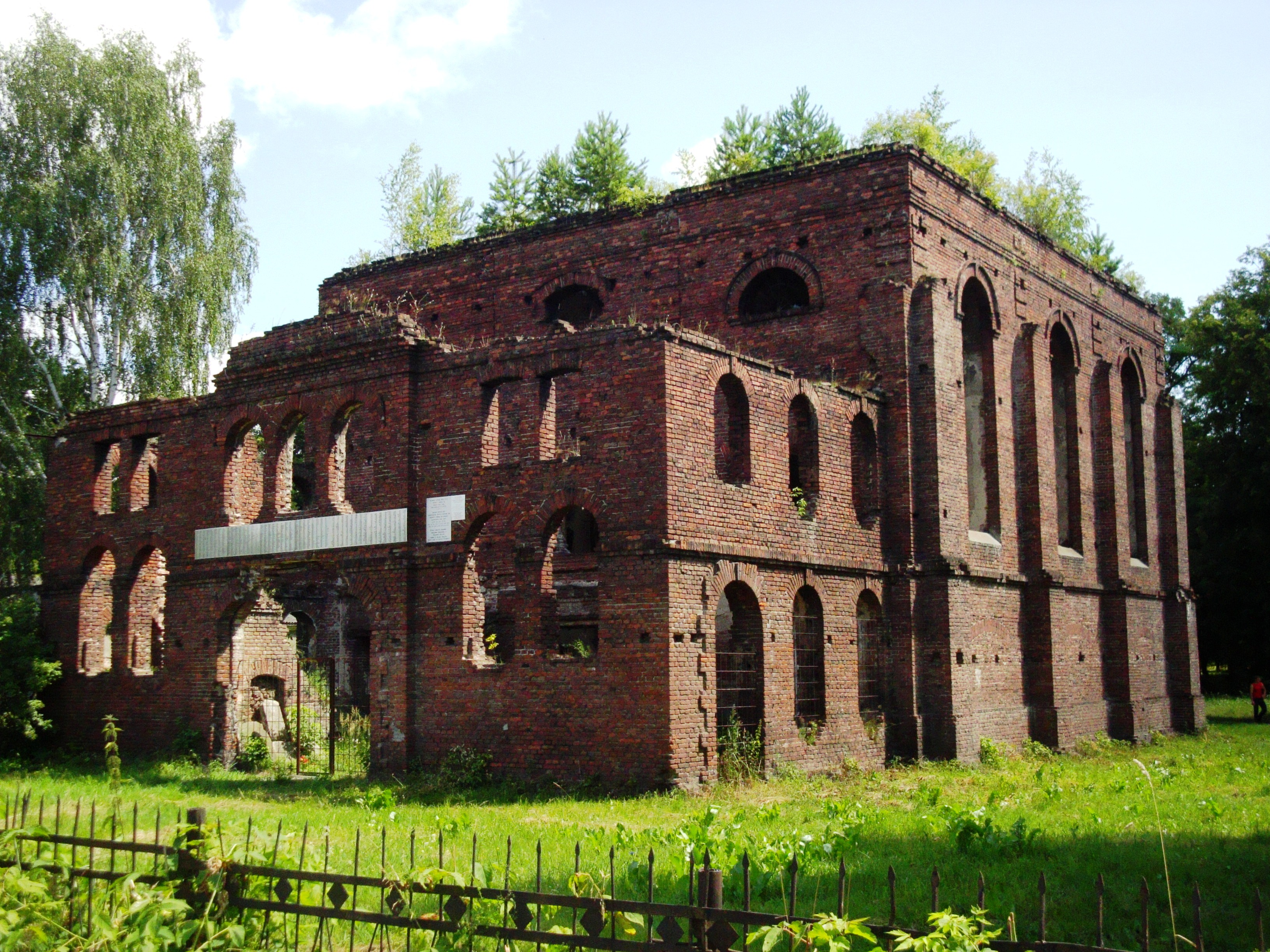
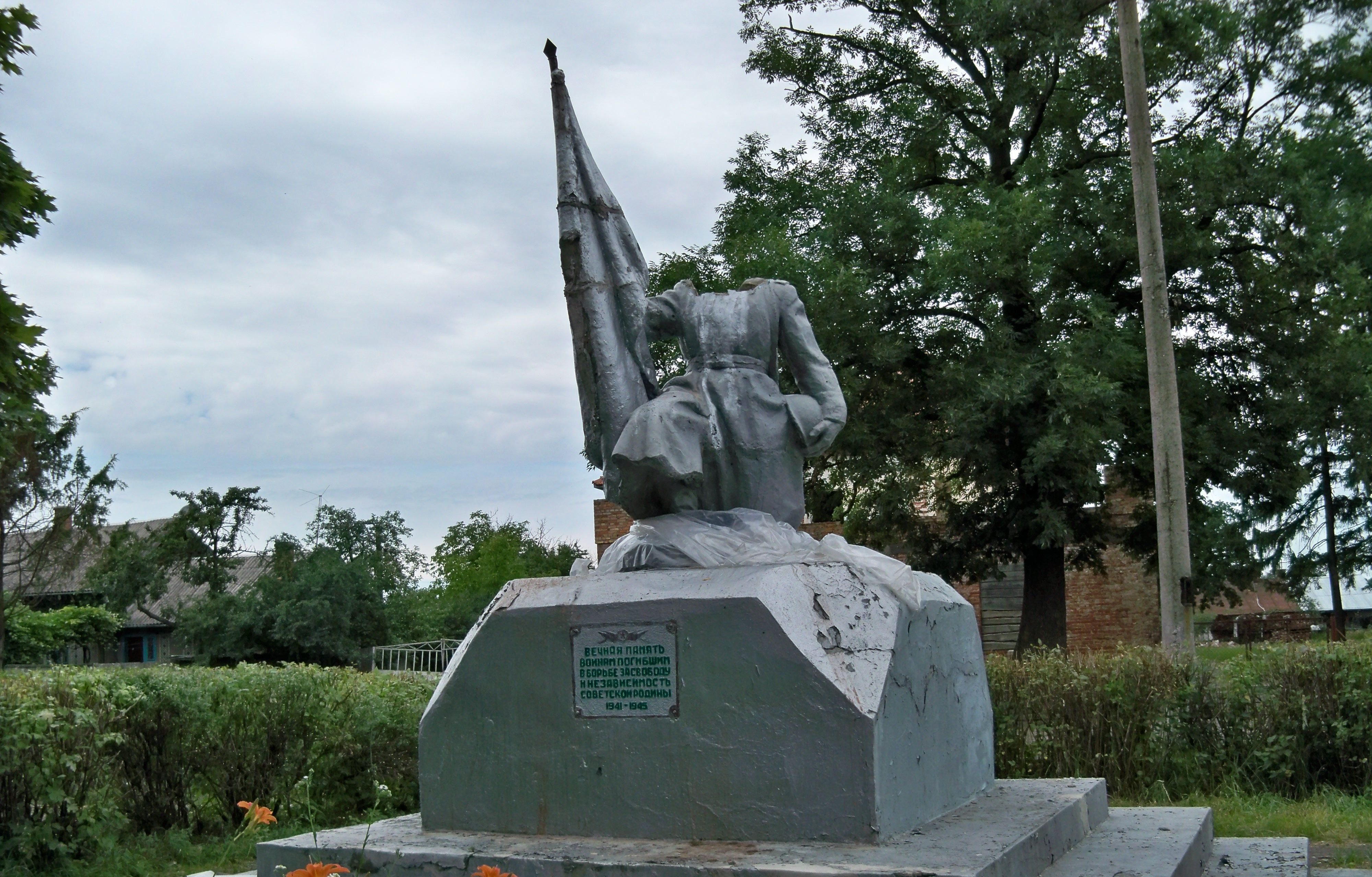

## Istorie
Regatul Poloniei 1472–1569

 Uniunea statală polono-lituaniană 1569–1772

 Imperiul Habsburgic 1772–1804

 Imperiul Austriac 1804–1867

 Austro-Ungaria 1867–1918

 Republica Populară a Ucrainei Occidentale 1918–1919

 Republica Polonă 1919–1939

 Uniunea Sovietică (ocupația) 1939–1941

 Imperiul German (ocupația) 1941–1944

 Uniunea Sovietică (ocupația) 1944–1945

 Uniunea Sovietică 1945–1991

 Ucraina 1991–prezent 